# Trzęsienie ziemi w L’Aquila (2009)
Trzęsienie ziemi we Włoszech – trzęsienie, które miało miejsce 6 kwietnia 2009 roku około godziny 3:32. Nawiedziło ono miasto L’Aquila i jego okolice, jego siła wynosiła 6,3 stopnia Richtera, a hipocentrum leżało na głębokości ok. 10 km.
Wstrząs był odczuwalny w całym kraju. Po nim nastąpiła seria około 100 wstrząsów wtórnych. Wcześniej, około północy, ziemia lekko zatrzęsła się w okolicy Rawenny. Około 9:00 rano nastąpił wstrząs wtórny, który spowodował kolejne zniszczenia w mieście.
Według ustaleń włoskiej obrony cywilnej, zginęło 309 osób, a rannych zostało około 1500. Zniszczeniu uległo od 10 do 15 tysięcy domów. Oznacza to, że około 40 tysięcy osób znalazło się bez dachu nad głową.
Trzęsienie to przyniosło największą liczbę ofiar śmiertelnych od 23 listopada 1980 roku, kiedy wstrząs o sile 6,5 stopnia w skali Richtera pozbawił życia w Kampanii 3 tysiące osób. Natomiast najbardziej zabójczym we Włoszech było trzęsienie ziemi w Mesynie, które miało miejsce 28 grudnia 1908 roku. Zabiło około 120 tysięcy ludzi i wyzwoliło olbrzymie fale tsunami.
Premier Włoch Silvio Berlusconi ogłosił w kraju stan klęski żywiołowej oraz dzień  żałoby narodowej.

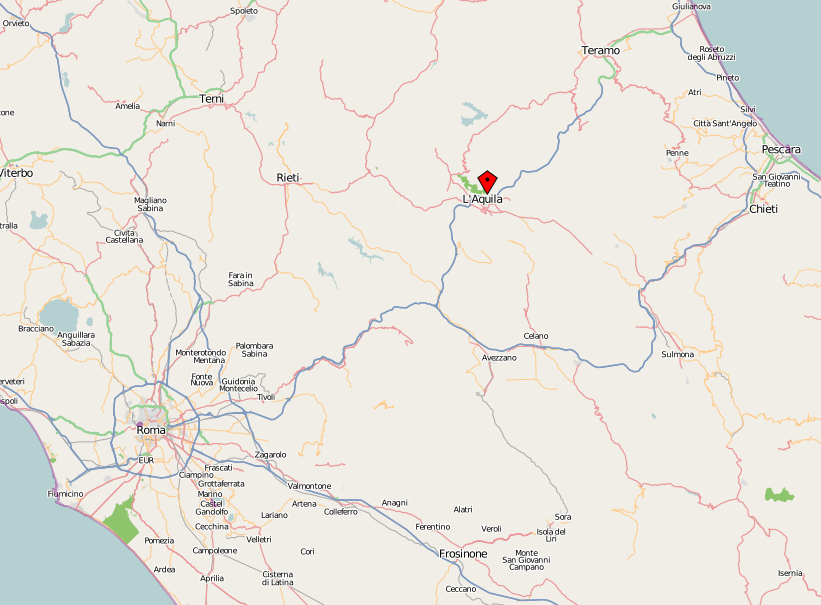
Lokalizacja epicentrum

## Lista miejscowości dotkniętych kataklizmem
| Miejscowość               | Prowincja     | Region  | Straty materialne | Ofiary |
| ------------------------- | ------------- | ------- | --- | ------ |
| Ascoli Piceno             | Ascoli Piceno | Marche  | Uszkodzony kościół Santa Maria della Carità w historycznym śródmieściu. | -      |
| Avezzano                  | L’Aquila      | Abruzja | Uszkodzone zostały niektóre domy. | -      |
| Brittoli                  | Pescara       | Abruzja | Uszkodzone została zabudowa, niektóre domy się zawaliły. | -      |
| Civitella Casanova        | Pescara       | Abruzja | Uszkodzona zabudowa w Vestea oraz dzwonnica parafialnego kościoła. | -      |
| Castelvecchio Calvisio    | L’Aquila      | Abruzja | Zawaliły się budynki. | -      |
| Farindola                 | Pescara       | Abruzja | Uszkodzone budowle, pęknięcia na terenie szkoły. | -      |
| Fossa                     | L’Aquila      | Abruzja | Uszkodzone i zawalone domy. | 2      |
| Goriano Sicoli            | L’Aquila      | Abruzja | Uszkodzony budynek szkoły oraz kościół Santa Gemma. | -      |
| L’Aquila                  | L’Aquila      | Abruzja | Poważne uszkodzenia budynków, przede wszystkim w historycznym centrum miasta. Zburzona została spora liczba zabytkowych budynków na terenie miasta: transept bazyliki Santa Maria di Collemaggio, część transeptu katedry, kopuła kościoła Anime Sante, dzwonnica i absyda bazyliki San Bernardino, latarnia kościoła Sant'Agostino, tzw. Casa dello Studente, siedziba prokuratury i archiwum miejskiego, hotel Duca degli Abruzzi. Uszkodzone zostały budynki uniwersyteckie i szpitala San Salvatore. Ucierpiały również dzielnice Tempera oraz Camarda. Zamknięto Museo Nazionale d'Abruzzo. | 229    |
| Ocre                      | L’Aquila      | Abruzja | Zawaliły się różne budynki, m.in. zamek w Ocre. | -      |
| Onna                      | L’Aquila      | Abruzja | Całkowite zniszczenie miejscowości. 50% budynków zburzonych, reszta poważnie uszkodzonych. Zawalił się most na rzece Aterno. | 40     |
| Paganica                  | L’Aquila      | Abruzja | Zburzone zostały różne budynki i część klasztoru Santa Chiara. | 6      |
| Poggio Picenze            | L’Aquila      | Abruzja | Zawaliły się budynki w historycznym centrum miasta. | 5      |
| Rzym                      | Rzym          | Lacjum  | Uszkodzone zostały Termy Karakalli, budynek mieszkalny i szkoła. | -      |
| Rocca di Cambio           | L’Aquila      | Abruzja | Uszkodzone zostały setki budynków mieszkalnych. | -      |
| San Demetrio              | L’Aquila      | Abruzja | Uszkodzone i zburzone budynki. | -      |
| San Gregorio              | L’Aquila      | Abruzja | Zburzone budynki. | 5      |
| San Pio delle Camere      | L’Aquila      | Abruzja | Ucierpiała osada Castelnuovo. | 5      |
| Santo Stefano di Sessanio | L’Aquila      | Abruzja | Uszkodzone zabytkowe budynki, zawaliła się średniowieczna wieża. | -      |
| Sulmona                   | L’Aquila      | Abruzja | Uszkodzony budynki mieszkalne i inne. | -      |
| Teremo                    | L’Aquila      | Abruzja | Uszkodzon budowle, częściowo zawaliła się dzwonnica kościoła Spirito Santo. | -      |
| Terni                     | Terni         | Umbria  | Niewielkie uszkodzenia kościoła San Francesco i urzędu miasta. | -      |
| Totani                    | L’Aquila      | Abruzja | - | 1      |
| Tornimparte               | L’Aquila      | Abruzja | - | 1      |
| Villa Sant’Angelo         | L’Aquila      | Abruzja | Zawaliło się 90% zabudowy. | 18     |

## Reakcje międzynarodowe
- Unia Europejska: „Z wielkim smutkiem dowiedziałem się o tym tragicznym wydarzeniu, które spowodowało wiele ofiar śmiertelnych. W imieniu własnym i całej Komisji Europejskiej składam głębokie kondolencje” powiedział szef Komisji Europejskiej José Manuel Durão Barroso.
- Watykan: „dramatyczna wiadomość o gwałtownym trzęsieniu ziemi, jakie nawiedziło tamtejszą archidiecezję wywołała poruszenie w sercu papieża, który prosi (...) o przekazanie wyrazów współczucia i boleści drogiej ludności, dotkniętej przez to tragiczne wydarzenie” mówi depesza watykańskiego sekretarza stanu kardynała Tarcisio Bertone. 28 kwietnia 2009 Benedykt XVI odwiedził tereny zniszczone przez kataklizm.
- Stany Zjednoczone oraz  Turcja: wyrazy żalu z powodu kataklizmu przekazali też, na wspólnej konferencji prasowej, prezydenci USA i Turcji. Barack Obama wyraził nadzieję, że władzom uda się zminimalizować liczbę ofiar. Z kolei Abdullah Gül powiedział, że podziela smutek narodu włoskiego.
- Polska: prezydent Lech Kaczyński przekazał kondolencje na ręce prezydenta Włoch: „Z wielkim smutkiem przyjąłem wiadomość o trzęsieniu ziemi, które dotknęło Pański kraj pochłaniając życie wielu mieszkańców miasta L’Aquila i powodując ogromne straty materialne. W tych bolesnych chwilach łączę się w bólu i modlitwie z rodzinami i bliskimi ofiar”. Również premier Donald Tusk złożył kondolencje: Z głębokim smutkiem dowiedziałem się o tragicznych skutkach trzęsienia ziemi w mieście L’Aquila. Rząd i społeczeństwo Rzeczypospolitej Polskiej łączą się w bólu z rodzinami ofiar i mieszkańcami nawiedzonego przez żywioł regionu Abruzji, którzy stracili swoje domy i niejednokrotnie dorobek swojego życia. Depeszę kondolencyjną przewodniczącemu Senatu Włoch Renato Schifaniemu przesłał marszałek Senatu Bogdan Borusewicz[16].